# عکس یک‌ساعته
عکس یک‌ساعته (به انگلیسی: One Hour Photo) فیلمی آمریکایی در ژانر تریلر روانشناسانه محصول سال ۲۰۰۲ است.

## خلاصه داستان
«سای پریش» (ویلیامز) مردی تنها و میان سال است که در قسمت عکاسی فوری سوپرمارکت محلی کار می‌کند و درگذشت سالیان، «خانوادهٔ یورکین» که از مشتریان سوپرمارکت هستند، به دغدغهٔ ذهنی او تبدیل شده‌اند…